# Georgsbrunnen (Trier)

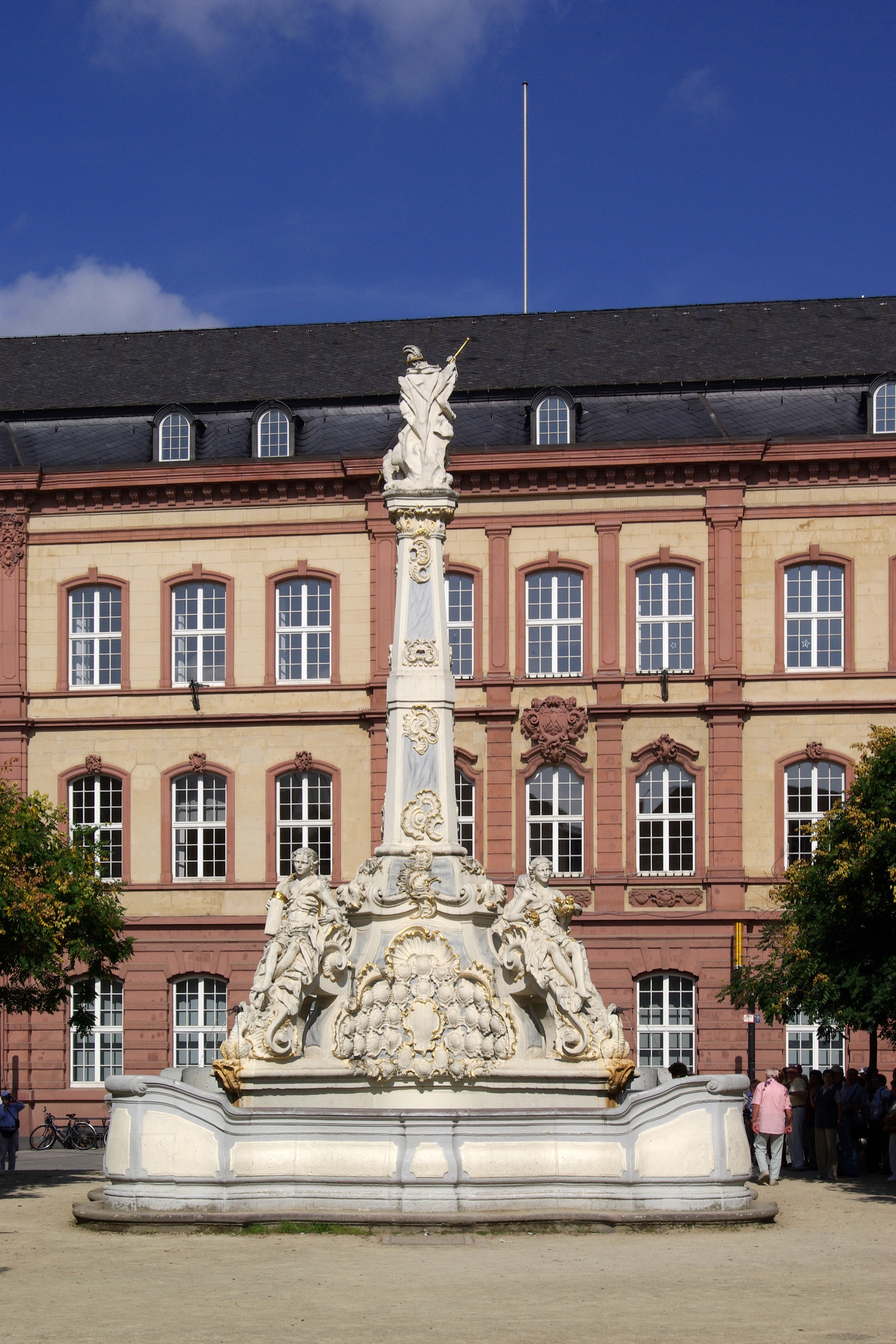
Sankt Georgsbrunnen (Ostseite)

Der Georgsbrunnen ist ein Brunnen im Bezirk Mitte/Gartenfeld von Trier. Er gilt als einer der schönsten Rokokobrunnen Deutschlands.
Er steht auf dem Kornmarkt in der Altstadt. Der Georgsbrunnen wurde in den Jahren 1750 bis 1751 nach Plänen des Hofbaumeisters Johannes Seiz, des Erbauers des Kurfürstlichen Palais, zu Ehren des Landesherren Kurfürst Franz Georg von Schönborn mit Darstellungen der Jahreszeiten und des heiligen Georg erbaut. Er wurde ebenso wie der Petrusbrunnen am Hauptmarkt bis ins 19. Jahrhundert durch den Heiligkreuzer Daufborn, heute als Herrenbrünnchen bekannt, gespeist. Die Spitze des Brunnens ragt rund elf Meter in die Höhe. Die zahlreichen, heute leeren Kartuschen am Brunnen trugen ursprünglich vermutlich die aufgemalten Wappen der Trierer Ratsherren. Um eine Verschmutzung des Wassers zu vermeiden, war der Brunnen von einem Eisengitter umgeben, das im frühen 20. Jahrhundert entfernt wurde.
Bei seiner Errichtung stand der Brunnen weiter östlich auf dem Platz, vor dem im Zweiten Weltkrieg zerstörten alten Rathaus. Wie das Rathaus wurde auch der Brunnen durch Luftangriffe schwerst beschädigt, so dass die Wiederherstellung nach dem Krieg sehr aufwendig war und große Teile des Brunnens rekonstruiert werden mussten. Bei dieser Gelegenheit versetzte man den Brunnen an seine heutige Stelle. Er wurde zuletzt im Rahmen der Erneuerung des Kornmarktes im Jahr 2003 restauriert, dabei dachte man auch über eine Rückverschiebung an den ursprünglichen Standort nach. Aus finanziellen Gründen und weil die den alten Standort umgebende moderne Bebauung der Nachkriegszeit der Wirkung des Brunnens nicht zuträglich gewesen wäre, wurde aber davon abgesehen.

## Galerie

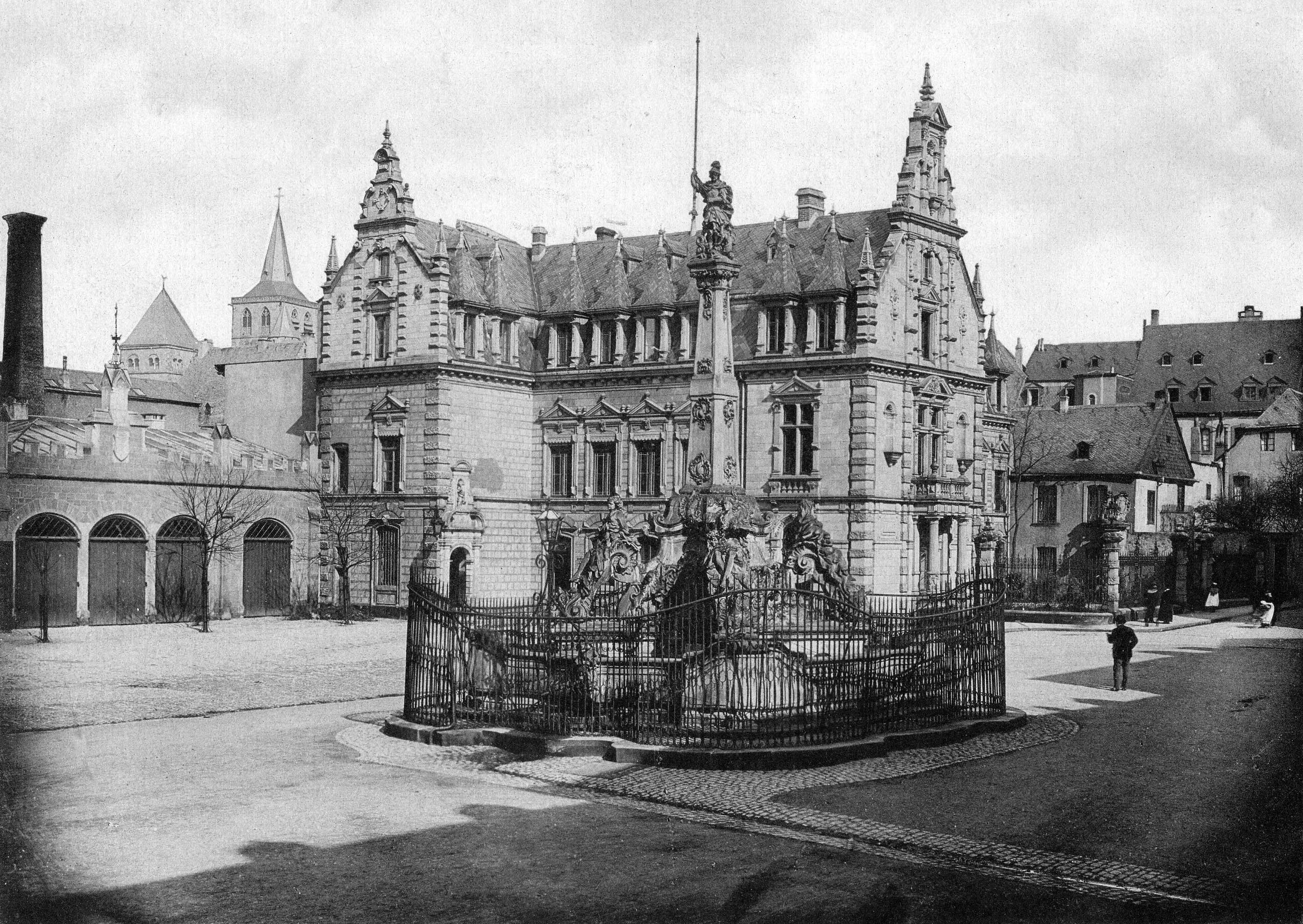
Mit Eisengitter; alter Standort (um 1890)
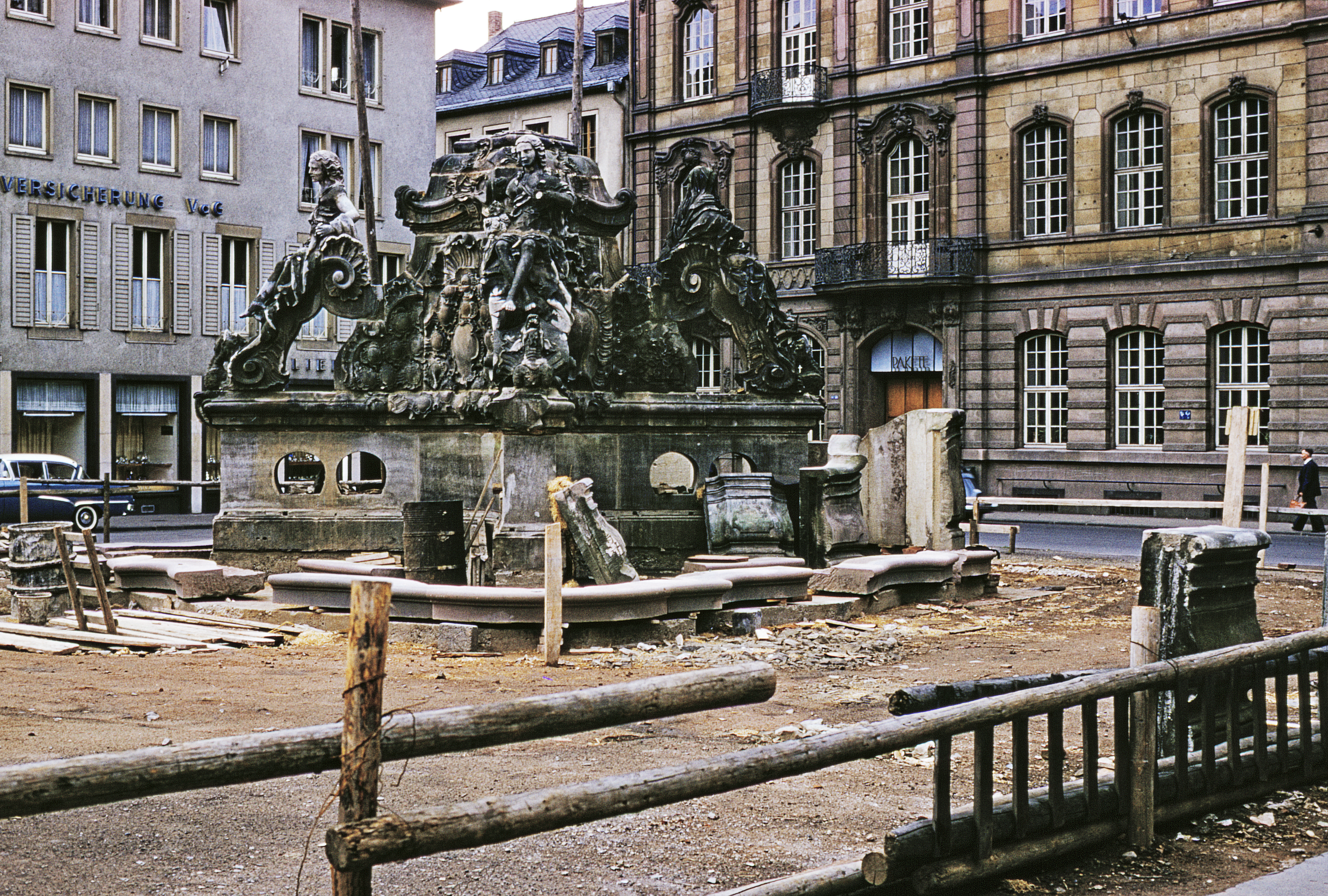
Während der Restauration; neuer Standort (1958)
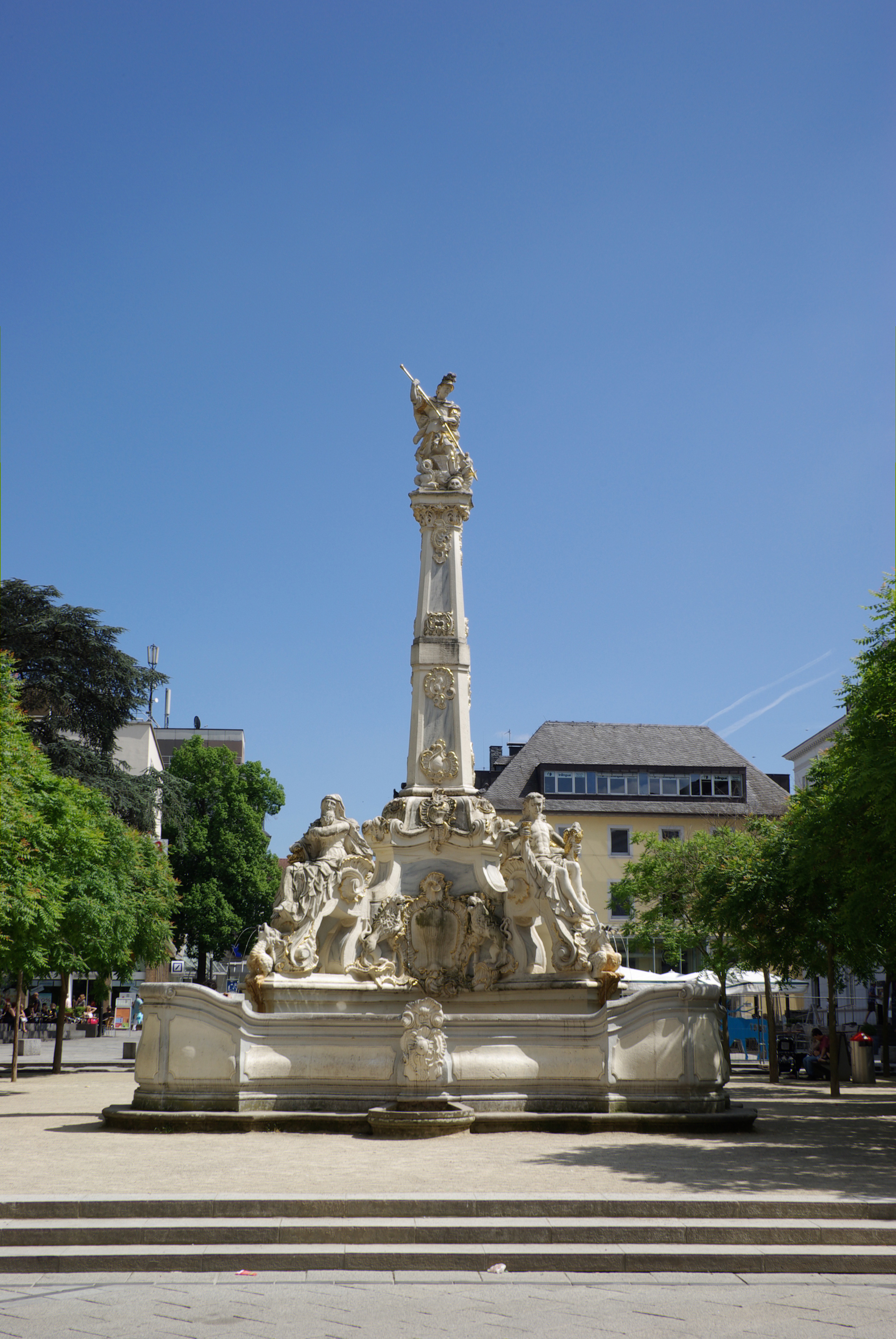
Westseite heute